# Lorenzo Antonetti
Lorenzo Antonetti, född 31 juli 1922 i Romagnano Sesia, död 10 april 2013 i Novara, var en italiensk kardinal och ärkebiskop. Han var från 1995 till 1998 ordförande för Administrationen av Heliga Stolens patrimonier, det vill säga Heliga Stolens egendomar.

## Biografi
Lorenzo Antonetti var son till Leopoldo Antonetti och Maddalena Tinelli. Antonetti prästvigdes den 26 maj 1945. Han studerade vid Almo Collegio Capranica i Rom och senare vid Angelicum, där han blev licentiat i teologi. Vid Gregoriana blev han doktor i kanonisk rätt. Antonetti studerade 1949–1950 vid Påvliga diplomatiska akademin. Under 1950- och 1960-talet var han verksam vid nuntiaturerna i bland annat Libanon, Venezuela och Frankrike.
I februari 1968 utnämndes Antonetti till titulärärkebiskop av Rusellae och biskopsvigdes av kardinal Amleto Giovanni Cicognani den 26 maj samma år. Han blev i samband med detta påvlig nuntie i Honduras och Nicaragua. 
Den 21 februari 1998 upphöjde påve Johannes Paulus II Antonetti till kardinaldiakon med Sant'Agnese in Agone som titeldiakonia. Tio år senare, den 1 mars 2008, blev han kardinalpräst och Sant'Agnese in Agone blev då pro hac vice titelkyrka. 
Kardinal Antonetti avled i Casa della Divina Provvidenza i Novara 2013 och är begravd i kyrkan Santissima Annunziata e San Silvano i Romagnano Sesia.